# 長島一成
長島 一成 （ながしま かずしげ、 1928年1月15日 - 2021年9月17日）は日本の実業家。共同石油と日本鉱業の合併を実現し、合併により誕生したジャパンエナジー（現：ENEOS/JX金属）の初代社長や会長を務めた。また1989年に米アモコ社からライセンスを取得し、日本でのam/pmのコンビニエンスストア事業の展開を開始させた。勲二等瑞宝章受章。

## 人物
東京都出身。1952年、旧制東京商科大学（のちの一橋大学）を卒業し、日本鉱業入社。1965年共同石油入社、1978年取締役、1980年常務取締役、1984年専務取締役、1986年副社長就任。
1990年、副会長に退く、通商産業省出身の左近友三郎社長の後任として、共同石油代表取締役社長に就任。
1992年に日本鉱業と共同石油が合併し日鉱共石代表取締役社長に就任。1993年社名変更しジャパンエナジー代表取締役社長。
1980年代にアメリカ合衆国でコンビニエンスストアが併設されているセルフ式スタンドが普及していたことに着目し、アモコ（現BP）からam/pmのライセンスを取得。1989年にコンビニ事業の展開を開始。
懸案となっていたアメリカの子会社グールドの清算を行った。1994年に、為替差損事件で巨額の損失を負ったグループ企業の鹿島石油について、「事実上の倒産状態だが、重要な製品供給拠点であり、いかなる状況になっても支援する」と述べ、事件の事後処理にあたった。
1996年3期6年を機に社長を退任し、ジャパンエナジー代表取締役会長に就任。2000年ジャパンエナジー相談役。
社団法人日産会会長、石油連盟副会長等も務めた。
1989年、勲二等瑞宝章受章。
2021年9月17日、敗血症で死去。93歳没。死没日をもって従四位に叙される。